# Hipismo nos Jogos Pan-Americanos de 2003
As competições de hipismo nos Jogos Pan-Americanos de 2003 em Santo Domingo, República Dominicana, foram realizadas em 2003 no Centro de Hipismo de Palmarejo (adestramento e saltos). A instalação tinha capacidade para 600 pessoas sentadas e ficava a 65 km da vila pan-americana. A competição de CCE foi realizada separadamente como Campeonato Pan-Americano de CCE em Fair Hill, Estados Unidos, e não foram imediatamente incluídos nos resultados.

## Eventos
| Evento                            | Ouro                 | Prata                     | Bronze                         |
| --------------------------------- | -------------------- | ------------------------- | ------------------------------ |
| Adestramento individual detalhes  | Leslie Reid ( CAN )  | Bernadette Pujals ( MEX ) | Yvonne Losos de Muñiz ( DOM )  |
| Adestramento por equipes detalhes | USA Estados Unidos   | CAN Canadá                | MEX México                     |
| Saltos individual detalhes        | Mark Watring ( PUR ) | Chris Kappler ( USA )     | Margie Goldstein-Engle ( USA ) |
| Saltos por equipes detalhes       | USA Estados Unidos   | MEX México                | BRA Brasil                     |

## Eventos em Fair Hill
| Event                    | Ouro                     | Prata                  | Bronze               |
| ------------------------ | ------------------------ | ---------------------- | -------------------- |
| CCE individual detalhes  | Darren Chiacchia ( USA ) | Karen O'Connor ( USA ) | Jan Thompson ( USA ) |
| CCE por equipes detalhes | USA Estados Unidos       | CAN Canadá             | BRA Brasil           |

## Quadro de medalhas
| Ordem | País                     | Medalha de ouro | Medalha de prata | Medalha de bronze |    |
| ----- | ------------------------ | --------------- | ---------------- | ----------------- | -- |
| 1     | USA Estados Unidos       | 3               | 2                | 2                 | 7  |
| 2     | CAN Canadá               | 1               | 2                |                   | 2  |
| 3     | PUR Porto Rico           | 1               |                  |                   | 1  |
| 4     | MEX México               |                 | 2                | 1                 | 3  |
| 5     | BRA Brasil               |                 |                  | 2                 | 2  |
| 5     | DOM República Dominicana |                 |                  | 1                 | 1  |
| TOTAL | TOTAL                    | 6               | 6                | 6                 | 18 |